# Vorderer Bratschenkopf
Der Vordere Bratschenkopf ist ein 3401 m ü. A. hoher Berggipfel der Glocknergruppe im Land Salzburg. Er wurde erstmals am 18. September 1869 von Karl Hofmann und Johann Stüdl mit Thomas Groder und Joseph Schnell über den Südostkamm bestiegen.

## Lage
Der Vordere Bratschenkopf liegt im Fuscher/Kapruner Kamm im Norden der Glocknergruppe in der Kernzone des Nationalparks Hohe Tauern. Der Berggipfel befindet sich im Gemeindegebiet von Fusch an der Großglocknerstraße und verfügt über einen kurzen Südgrat und einen langgezogenen Südostgrat, an dem sich der östliche Vorgipfel (3394 m ü. A.) sowie der östlichste Vorgipfel (3353 m ü. A.) befinden. Der Nordostgrat führt zur Bratschenkopfscharte (3383 m ü. A.), die den Vorderen vom Hinteren Bratschenkopf (3413 m ü. A.) trennt. Östlich liegt zudem die Klockerin  (3422 m ü. A.). Südwestlich des Vorderen Bratschenkopfs erstreckt sich das Bratschenkopfkees, nordöstlich das Teufelsmühlkees. Nächstgelegenes Tal ist das östlich gelegene Ferleitental der Fuscher Ache. 

## Aufstiegsmöglichkeiten

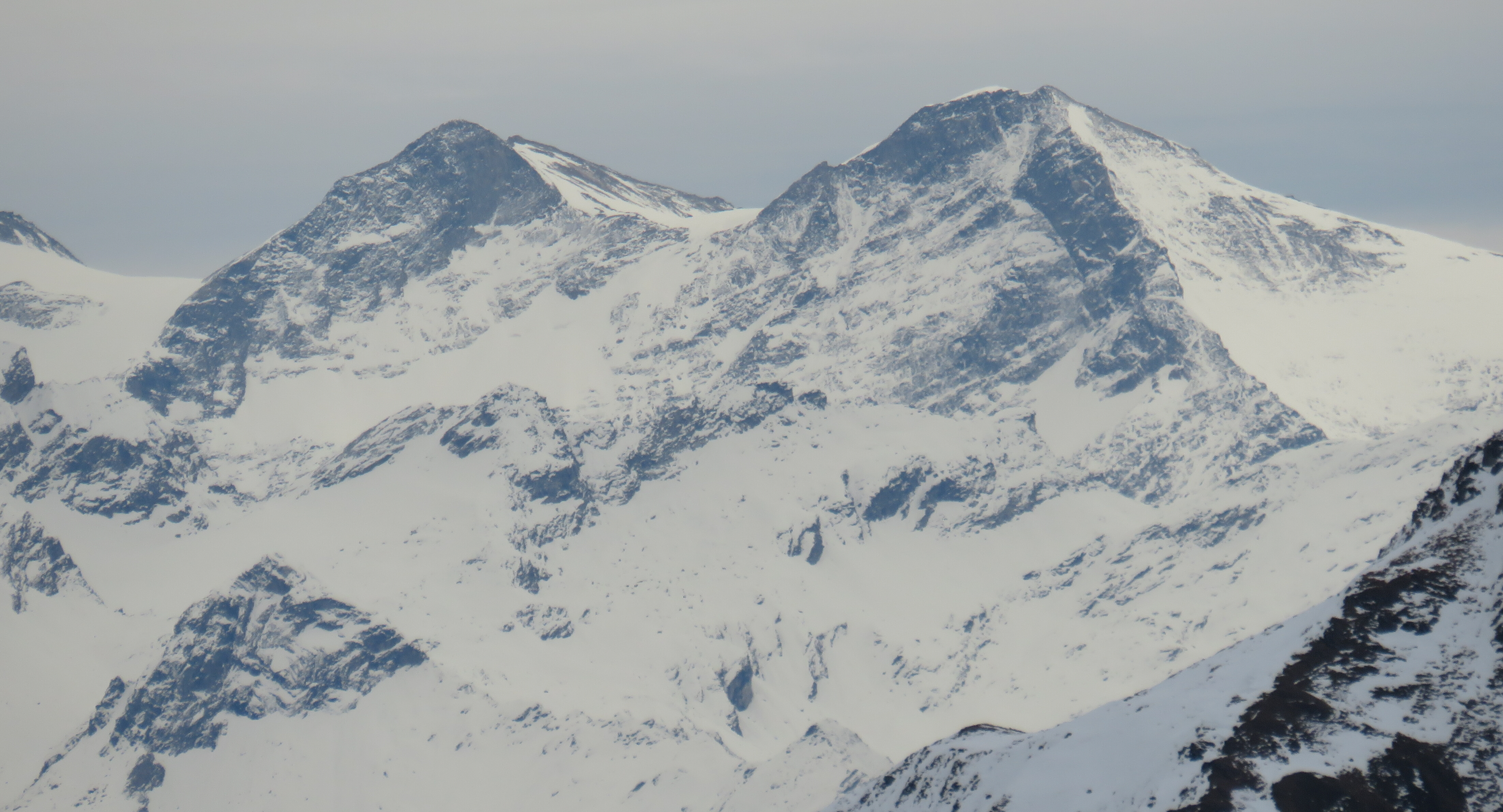
Hinterer und Vorderer Bratschenkopf (links) sowie Klockerin (rechts) gesehen aus Nordwesten, ganz links die Wielingerscharte auf dem Kaindlkees, mittig das Bratschenkopfkees

Der Normalweg auf den Vorderen Bratschenkopf nimmt seinen Ausgang in der Bratschenkopfscharte. Diese kann von Norden vom Heinrich-Schwaiger-Haus über die Wielingerscharte (3265 m ü. A.) mit Querung des Kaindlkees bzw. Teufelsmühlkees oder von Südosten von der Schwarzenberghütte über das Teufelsmühlkees erreicht werden. Von der Bratschenkopfscharte führt der unschwierige Anstieg über den Nordwestkamm bis zum Gipfel. Alternative Varianten bestehen beispielsweise mit dem Nordanstieg aus der Wielingerscharte, dem Südostanstieg über die beiden Vorgipfel (II) oder dem Südgrat (III+).